# Alpe di Neggia
Die Alpe di Neggia ist ein Pass im Schweizer Kanton Tessin. Er verbindet die Schweizer Orte Vira und Indemini mit dem italienischen Maccagno und bildet den Übergang zwischen dem Monte Tamaro und dem Monte Gambarogno.

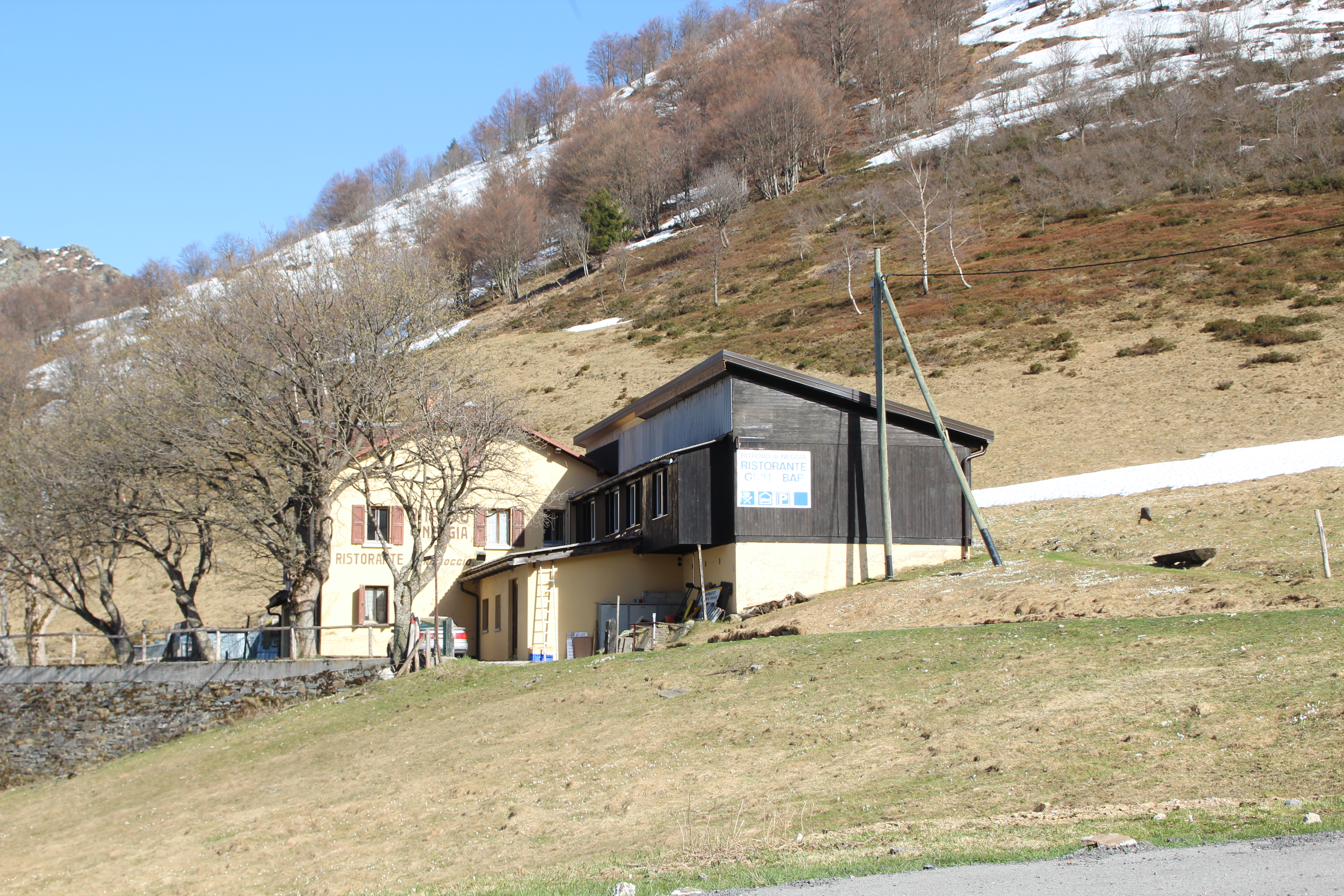
Restaurant neben der Passhöhe

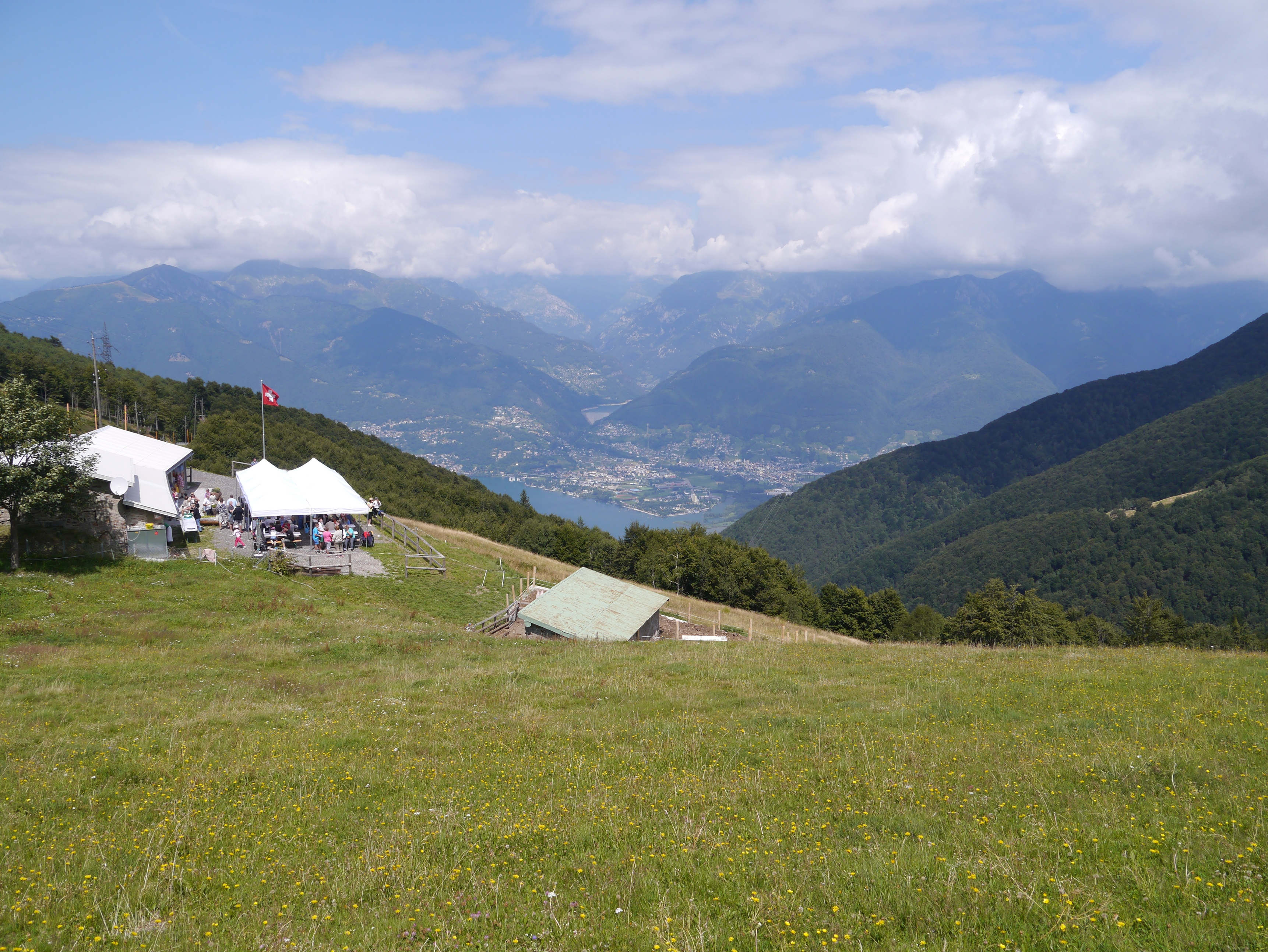
Bei der Passhöhe, Blick nach Norden zum Verzascatal

## Beschreibung
Die Passhöhe liegt auf 1395 m ü. M. in der Schweiz. Die Endpunkte der Strasse liegen an verschiedenen Armen des Lago Maggiore, die Staatsgrenze ist in Indemini. 
Auf der nördlichen Seite des Passüberganges liegt ein kleines Skigebiet. Es gibt einen Tellerskilift von 500 Meter Länge und 200 Meter Höhendifferenz und einen Mini-Skilift von 150 m Länge und 30 Meter Höhendifferenz. Die Gesamtlänge der Pisten beträgt 1 Kilometer. Dazu gehört eine 100 Meter lange Schlittenbahn. Auf der gegenüberliegenden Seite steht ein Restaurant mit Übernachtungsmöglichkeit.